# Cocobeach
Cocobeach é uma cidade no noroeste do Gabão, localizada na margem sul do rio Muni. É a capital do departamento de Noya. Tem uma praia e é a principal cidade fronteiriça com a Guiné Equatorial, apenas sendo necessário a utilização de balsas para atravessar o rio que serve de fronteira entre os dois países para alcançar a cidade equato-guineense de Cogo.
A cidade é muito pequena, contendo apenas uma vila de pescadores, um pequeno mercado e várias praias adjacentes.